# Тітус Корлецян
Тітус Корлецян (рум. Titus Corlăţean; нар. 11 січня 1968, Меджидія) — румунський політик. Міністр закордонних справ Румунії з 6 серпня 2012.

## Біографія
В 1994 закінчив факультет права Бухарестського університету. В 1995 закінчив Національну школу адміністрації (Париж).
В 1994–2001 працював дипломатом, в 2001–2003 працівником канцелярії МЗС Румунії. Член Соціал-демократичної партії Румунії з 2002. Був обраний до Палати депутатів від округу Брашов на виборах 2004 року. З 1 січня 2007 член Європейського парламенту.
У травні — серпні 2012 обіймав посаду міністра юстиції Румунії.
21 грудня 2012 після затвердження парламентом складу нового Віктор Понта в Бухарестському президентському палаці Котрочень приніс урочисту присягу.

## Сімейний стан
Одружений.